# Гай Азіній Полліон
Гай Азі́ній Полліо́н (лат. Gaius Asinius Pollio; 76 р. до н. е. — 4 р. н. е.) — римський полководець, державний діяч, оратор, адвокат, письменник, літературний критик, історик, свідчення якого використовували у своїх працях Аппіан і Плутарх. Був покровителем Вергілія та другом Горація, які присвятили йому кілька творів. Заснував першу публічну бібліотеку Риму.

## Біографія
Гай Азіній Полліон народився 76 року до н. е. в місті Теате, центрі племінного об'єднання марруцинів (сучасне К'єті, центральна Італія) у сім'ї Гнея Азінія, який після завершення Союзницької війни отримав римське громадянство, ставши першим у своєму роді громадянином Риму. Про марруцинське походження роду Азініїв також може свідчити когномен брата Гая — Азінія Марруцина. Крім цього, дід Гая Азінія — Герій — був претором марруцинів у 90 р. до н. е. та воював на боці італіків в Союзницькій війні 91—88 рр. до н. е.
У юному віці Азіній Полліон долучився до літературного гуртка Катулла. Громадську діяльність розпочав у 56 році до н. е., виступивши на підтримку політики Лентула Спінтера, який був консулом 57 р. до н. е. Згодом, як і Цицерон, Гай Азіній став homo novus давньоримського суспільства.
У 54 р. до н. е. звинувачував Гая Порція Катона, плебейського трибуна 56 р. до н. е., у порушенні законів Ліцинія — Юнія і (або) Фуфія, проте обвинувачений був виправданий (можливо, у результаті змови з обвинувачами).
При наростанні протиріч між Помпеєм і Цезарем став на сторону останнього. У 49—48 рр. до н. е. був легатом Цезаря. Входив до числа наближених до нього осіб, супроводжував його під час переходу через Рубікон. Коли Помпей із частиною сенату втік в Елладу, Цезар відправив Полліона на Сицилію, звідки той без ведення воєнних дій витіснив Катона Молодшого. В Африці захищав табір в Утиці; після поразки Куріона безуспішно намагався організувати евакуацію вцілілих військ.
У 48 р. до н. е. як легат Цезаря брав участь у Фарсальській битві, втрати Помпея в якій оцінював у 6000 чоловік. У 47 р. до н. е. обіймав посаду народного трибуна, перебуваючи на якій перешкоджав своєму колезі Публію Корнелію Долабеллу провести закон про скасування боргів. У 46 р. до н. е. був легатом Цезаря в Африці, де переслідував Катона і Сципіона. У 45 р. до н. е. обіймав посаду претора. У 44—43 рр. до н. е. — намісник Далекої Іспанії з трьома легіонами. У 44 р. до н. е. вів невдалі військові дії проти Секста Помпея.
У 43 р. до н. е. під час Мутинської війни оголосив про свою вірність римському уряду, але тривалий час не міг остаточно визначитися в тому, яку сторону — Антонія чи Октавіана — обрати. Згодом остаточно перейшов на бік Антонія. Був присутнім на зустрічі в Бононьї, де було засновано Другий тріумвірат. Там же отримав консульську посаду на 40 р. до н. е. За повідомленнями, включив в список проскрипцій тріумвірату свого тестя Луція Квінкція. Близько 42 р. до н. е. захищав перед тріумвірами Луція Елія Ламію, якому Горацій присвятив дві поезії.
У 41 р. до н. е., після того як тріумвіри поділили між собою провінції, Антоній призначив його легатом (або промагістратом) з сімома легіонами в Цизальпійській Галлії, де Азіній розподіляв між ветеранами землю. У Мантуї він конфіскував маєток Вергілія, з яким познайомився незадовго до цього, але згодом компенсував поетові втрачену власність. Азіній як представник Антонія брав участь у підготовці брундізійського договору 40 р. до н. е. (договору між тріумвірами). Цього ж року Азіній отримав обіцяну в 43 р. до н. е. посаду консула. Цим роком датується й IV еклога Вергілія, присвячена Полліону. Вергілій, як і більшість римлян, сприйняв укладений договір за гарантію майбутнього благополуччя та миру. Він звернувся до Азінія у своєму творі, пророкуючи Риму наступ золотого століття. Проте Азіній склав консульські повноваження раніше терміну й отримав проконсульство в Македонії.
У 39 р. до н. е. провів успішну кампанію проти парфінів — іллірійського народу, який приєднався до Марка Юнія Брута (очолював змову проти Юлія Цезаря). У зв'язку з цим Азіній 25 жовтня відсвяткував тріумф. Після цього посварився з Антонієм і відійшов від державних справ.
Коли в 31 р. до н. е. конфлікт між Антонієм і Октавіаном набирав обертів, Октавіан спробував залучити Полліона на свою сторону і запропонував участь в битві при Акції проти Антонія. Азіній, однак, від участі в битві відмовився, мотивуючи це тим, що вони з Антонієм зробили одне для одного багато значних вчинків.
У подальшому обіймав стриману позицію, зважено ставився до принципату Августа і шкодував через утрату республіканських свобод.
Помер Гай Азіній Полліон близько 4 р. н. е., залишивши по собі нащадків, які стали активними діячами доби імперії (уже у 8 р. до н. е. його син — Гай Азіній Галл — став консулом, і на цьому кар'єрна успішність членів роду не завершилася).

## Культурна діяльність
Поринувши в приватне життя, Гай Азіній Полліон основну увагу зосередив на літературній діяльності, активно підтримував своїх талановитих сучасників — Корнелія Галла, Вергілія, Горація та інших. Він писав трагедії, еротичні вірші, граматичні та філософські твори, був літературним критиком і оратором. У красномовстві віддавав перевагу строгому й точному архаїчному стилю.
У 20 р. до н. е. захищав ритора Мосха Аполлодорія, звинуваченого в отруєнні, але не домігся його виправдання. Близько 9 р. до н. е. успішно захищав Луція Нонія Аспрената від такого ж звинувачення (Quintil. X I, 22). Близько 2 р. до н. е. — 2 р. н. е. різко виступив у сенаті проти проведення Троянських ігор (Suet. Aug. 43).
У 38 р. до н. е. на кошти воєнної здобичі від походу на парфінів Полліон відреставрував атрій Свободи, влаштувавши в ньому або при ньому (точно не встановлено) першу в Римі портретну галерею визначних діячів — загальнодоступне зібрання скульптурних витворів, назване Плінієм Старшим «Пам'ятниками Азінія Полліона». Він же відкрив першу публічну бібліотеку з портретними зображеннями письменників , бібліотекарем якої став Марк Теренцій Варрон. Книгосховище мало два відділи — римський та грецький. Відкриття бібліотеки було втіленням невиконаного задуму Цезаря.
Полліон також був засновником так званих «рецитацій», тобто публічних читань для широкого кола слухачів. На цих зібраннях автори до видання своїх творів виступали з їх читанням, що давало змогу спрогнозувати майбутній загальний успіх чи неуспіх творінь, а також отримати цінні літературні вказівки від присутніх компетентних людей. Виступали на подібних заходах і майстри риторики для обговорення заплутаних, часто вигаданих казусів. Такого роду рецитації залучали до себе численну публіку, серед якої був і сам Август. Рецитації доволі швидко влилися в культурне річище Риму й проіснували майже всю епоху імперії. У літературному гуртку Полліона формувалися вимоги до поетичного твору, які згодом відобразив в «Науці поезії» Горацій.

## «Історія» Полліона
У галузі історіописання Азіній Полліон відомий твором про громадянські війни, що цитується пізнішими авторами під назвою «Historiae». Цей твір не дійшов цілком до нашого часу: збереглося лише вісім уривків у працях інших істориків. На підставі згаданих цими авторами подій можна зробити висновок, що історія Полліона охоплювала події близько 17 років, починаючи з укладання першого тріумвірату (60 р. до н. е.) і закінчуючи смертю Цезаря (44 р. до н. е.) або боєм при Філіппах (42 р. до н. е).
У лексиконі Свиди сказано, що в цьому творі було 17 книг. Якщо це правда, то можна припустити, що в кожній книзі описувалися події одного року. Горацій в оді, присвяченій Азінію (II, 1) так описує його працю:
«В крові ще теплій, ще не відомщеній,—
Те все, непевне, викласти взявся ти, На стежку ставши, де зрадливо
Тліє під попелом жар палючий».
Така характеристика цілком підходить для історичного твору про громадянські війни, у якому згадки про нещодавні події, не бажані для деяких осіб, могли принести автору серйозні неприємності.
Невідомо і те, коли саме Полліон працював над цим твором. Судячи з деяких висловів у згаданій оді Горація, можна припускати, що це був 30 чи 29 р. до н. е. Тематично цей твір не відрізнявся від праць попередніх істориків: деякі з них теж писали монографії про певний аспект минулого або сучасного авторові періоду. Наприклад, Луцій Целій Антипатр описує війну з Ганнібалом, Саллюстій — югуртинську війну і змову Катіліни; так і Азіній Полліон описував громадянські війни, очевидцем і учасником яких він був.
Цей твір послугував джерелом для пізніших істориків. Він був відомий Плінію Старшому, ритору Сенеці, Светонію Транквіллу, Тациту, Валерію Максиму; ним користувався Аппіан в своїй «Історії громадянських воєн» і Плутарх в біографії Цезаря.
Важко всебічно оцінити працю Полліона, бо до нашого часу дійшов тільки один порівняно великий фрагмент, що містить характеристику Цицерона (фрагмент 5 з «Свазорій» ритора Сенеки, VI, 14). Про стиль Полліона в його творах Сенека (листи, 100, 9) відгукується дуже добре, називаючи його «доволі красномовним» і ставлячи на друге місце після Цицерона, але не оминає можливості покритикувати свого попередника:
«Зазирни до Ціцерона: його письмо цілісне, мова гнучка, а м'якість не вадить її гідності. В Азінія Полліона, навпаки: вислів якийсь горбкуватий, стрибучий, обривається там, де аж ніяк того не чекаєш. Одне слово, у Ціцерона все природно завершується, у Полліона — падає, за дуже небагатьма випадками, де він тримається окресленої міри й одного зразка»

Квінтиліан лишив про Полліона несприятливий відгук: на його думку, «Полліон такий далекий від цицеронових блиску і приємності, що може здатися, ніби він жив на століття раніше Цицерона». Судячи з цих слів, можна припустити, що в Азінія було прагнення до архаїзації, яке було помітним і в кількох його попередників і сучасників, наприклад у Саллюстія.